# Moenkemeyera subarborea
Moenkemeyera subarborea là một loài Rêu trong họ Fissidentaceae. Loài này được (Broth. & P. de la Varde) Bizot mô tả khoa học đầu tiên năm 1986.